# John Lees' Barclay James Harvest at High Voltage 2011
John Lees' Barclay James Harvest at High Voltage Festival 2011 is een livealbum van Barclay James Harvest (BJH), althans de versie van John Lees. Het High Voltage-festival is gewijd aan progressieve rock uit het verleden, met het contracteren van muziekgroepen die populair waren in de jaren 70 van de 20e eeuw. De BJH uit die jaren bestond toen tijdens het festival al jaren niet meer. De originele drummer Mel Pritchard overleed in 2004, de toetsenist Woolly Wolstenholme in 2010 en Les Holroyd had zich in 1998 afgesplitst. Wolstenholme hield het nog het langst vol bij John Lees. De aankondiging dat BJH zou spelen op High Voltage, kwam drie maanden na het overlijden van Wolstenholme.
Het opvallende aan de compact disc is dat de meeste uitgaven van High Voltage nauwelijks een half uur muziek bevatten. Die van BJH meer dan 74 minuten. Daartegenover staat dat de geluidskwaliteit van de BJH-opname matig is.

## Musici
- John Lees – gitaar, zang, blokfluit
- Craig Fletcher – basgitaar, zang
- Jez Smith - toetsinstrumenten, zang, akoestische gitaar
- Kevin Whitehead – slagwerk en percussie.

## Muziek
| Nr. | Titel               | van album                                     | Duur |
| --- | ------------------- | --------------------------------------------- | ---- |
| 1.  | Nova lepidoptera    | BJH                                           | 5:39 |
| 2.  | Pour wages          | Barclay James Harvest                         | 3:50 |
| 3.  | She said            | Once again                                    | 8:29 |
| 4.  | Galadriel           | Barclay James Harvest and other short stories | 3:06 |
| 5.  | Ball and chain      | Once again                                    | 4:43 |
| 6.  | Mocking bird        | Once again                                    | 8:36 |
| 7.  | Taking some time on | Barclay James Harvest                         | 5:43 |
| 8.  | Medicine man        | Barclay James Harvest and other short stories | 8:38 |
| 9.  | Song for dying      | Once again                                    | 9:28 |
| 10. | The poet            | Barclay James Harvest and other short stories | 8:03 |
| 11. | After the day       | Barclay James Harvest and other short stories | 3:16 |
| 12. | Hymn                | Hymn                                          | 5:13 |

Het pakketje bevatte voorts een dvd met Backstage-opnamen.
2010: Argent · Asia · Emerson, Lake & Palmer · Marillion
2011: Barclay James Harvest (Lees) · Mostly Autumn · Pallas · Spock's Beard ·  Triggerfinger